# 네모토 고타
네모토 고타(일본어: 根本 幸多 1980년 8월 5일~)는 일본의 남성 성우이다.